# Валієва Ганна Анатоліївна
Ганна Анатоліївна Валієва (нар.. 24 липня 1984, Київ, Українська РСР, СРСР) — український живописець та графік, член Національної спілки художників України (НСХУ) (2008).

## Життєпис
Анна Валієва народилася у 1984 році у місті Києві в родині скульптора Анатолія Валієва. Перший викладач — київська художниця Наталія Борисенко. У 2002 році закінчила Державну художню середню школу імені Т. Г. Шевченка й вступила на живописний факультет до київської Національної академії образотворчого мистецтва та архітектури. Тут вона навчалася в майстерні монументального живопису під керівництвом народного художника Миколи Стороженка. З 2006 року була стипендіатом Національної Академії та фонду Наталі та Ернеста Гулак. З 2008 року Ганна Валієва член Національної спілки художників України (НСХУ). Художниця живе і працює у Києві.

## Творчість
Молода художниця ще під час навчання в Національній академії образотворчого мистецтва та архітектури почала багато експериментувати з такими матеріалами, як полотно, вугілля, олія, метал. Вона розробила свою авторську техніку на основі синтепону та емалі. З 1997 року бере участь у численних виставках, як в Україні, так і за кордоном. У 2016 році картина Ганни Валієвої «Madonna with Child» була продана на аукціоні Phillips за $ 5 500. У 2016 році художниця стала лауреатом премії Київського міського голови за особливі досягнення молоді в розвитку столиці України міста-героя Києва. Частина робіт з проєкту Ганни Валієвої «Спогади майбутнього та минулого» в 2017 році демонстрована у США на арт-шоу SCOPE Miami Beach 2016 та SCOPE New York 2017.
Основні твори
- 2002 — живопис — «Синхронне плавання»;
- 2005 — «Яскраве місто», «Гранати», «Жіноча фігура»; диптих — «Карпати» (2005);
- 2006 — триптих — «Карпати», «Прогулянка містом», «Гра», «Венера»; триптих — «Св. Архангел Михайло», «Мрія»;
- 2008 — «Садово-паркова скульптура», «Попередження», «Play», «Силует», «Паралель»; інсталяція — «Червоний квадрат».

## Нагороди та визнання
- 2016 — лауреатка премії Київського міського голови за особливі досягнення молоді в розвитку столиці України міста-героя Києва.

## Родина
Батько — український скульптор Анатолій Валієв (нар.. 1957).